# Горєловський (Волгоградська область)
Горєловський (рос. Гореловский) — хутір у Алексєєвському районі Волгоградської області Російської Федерації.
Населення становить 0 осіб. Входить до складу муніципального утворення Поклоновське сільське поселення.

## Історія
Хутір розташований у межах українського історичного та культурного регіону Жовтий Клин.
Згідно із законом від 31 грудня 2004 року № 988-ОД органом місцевого самоврядування є Поклоновське сільське поселення.

## Населення
| 2010 |
| ---- |
| 0    |